# Šamir (kibuc)
Šamir (hebrejsky שָׁמִיר‎, anglicky Shamir) je vesnice typu kibuc v Izraeli, v Severním distriktu, v Oblastní radě ha-Galil ha-Eljon (Horní Galilea).

## Geografie
Leží v nadmořské výšce 203 metrů na pomezí Chulského údolí a Golanských výšin v Horní Galileji, nedaleko horního toku řeky Jordán a cca 30 kilometrů severně od břehů Galilejského jezera. Jižně od vesnice se do prostoru bývalého Chulského jezera vlévá i tok Nachal Jardinon. O něco dál k jihu pak do Jordánu ústí i tok Nachal Orvim.
Vesnice se nachází cca 43 kilometrů severoseverovýchodně od Tiberiasu, cca 147 kilometrů severovýchodně od centra Tel Avivu a cca 73 kilometrů severovýchodně od centra Haify. Je situována v zemědělsky intenzivně využívaném pásu. Šamir obývají Židé, přičemž osídlení v tomto regionu je zcela židovské. Výjimkou je skupina drúzských měst na Golanských výšinách cca 10 kilometrů severovýchodním směrem.
Šamir je na dopravní síť napojen pomocí lokální silnice číslo 918, která severojižním směrem sleduje tok Jordánu.

## Dějiny

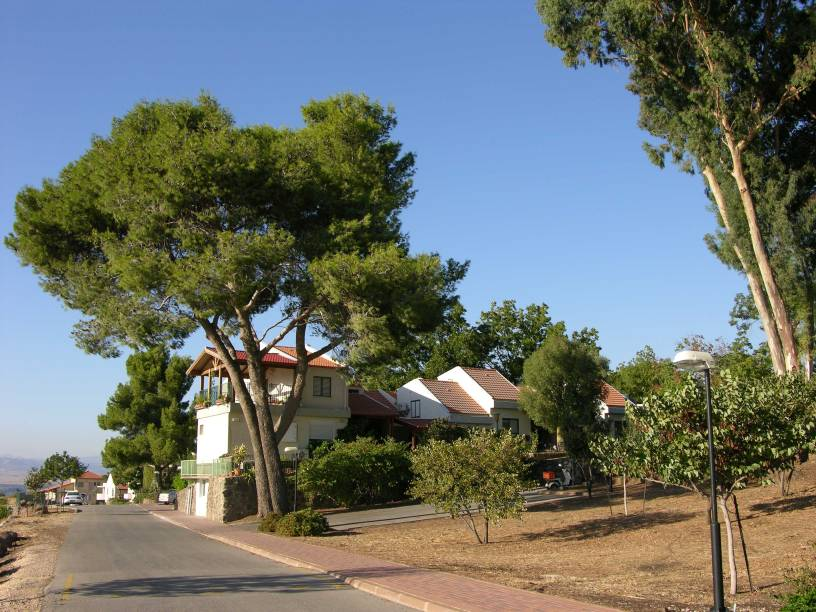
Zástavba v kibucu Šamir

Šamir byl založen v roce 1944. Už v roce 1935 se utvořila skupina mladých sionistů původem z Rumunska, která se trénovala v zemědělském hospodaření v kibucu Ramat Jochanan poblíž Haify. 3. prosince 1944 (podle jiného zdroje roku 1945) se členové skupiny usídlili na tomto místě. Vesnice byla založena na pozemcích Židovského národního fondu.
Roku 1949 měl kibuc už 238 obyvatel a rozkládal se na ploše 2500 dunamů (2,5 kilometrů čtverečních).
Během války za nezávislost v roce 1948 v okolí obce, v prostoru Horní Galileje, probíhaly četné boje, ale samotný kibuc Šamir nebyl postižen boji. Byl ale dopravně izolován. Během 50. a 60. let 20. století vesnice čelila opakovanému ostřelování ze syrské strany hranice, která tehdy probíhala nedaleko odtud. Ostřelování skončilo až po Šestidenní válce roku 1967, kdy Izrael dobyl Golanské výšiny.
13. června 1974 do vesnice pronikli arabští teroristé a zabili tři ženy, které tu pracovaly. Útočníci byli přestrojeni za hippies.
Ekonomika obce je v současnosti založena na zemědělství. Sídlí zde také průmyslová firma na výrobu optických čoček. V Šamir fungují zařízení předškolní péče. Základní a vyšší školství jsou k dispozici v okolních větších obcích. V kibucu je zdravotní ordinace, zubní středisko, sportovní areály, společenská jídelna a veřejná knihovna.

## Demografie

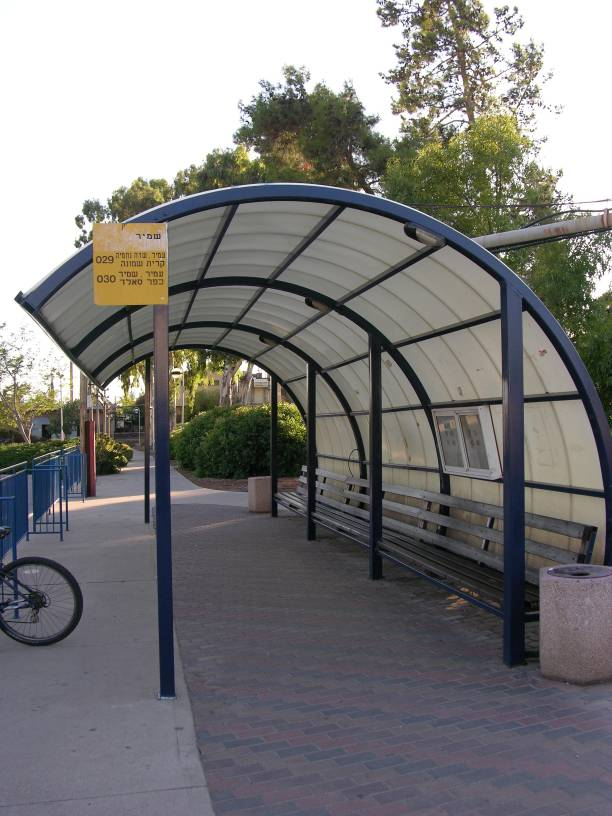
Autobusová zastávka v kibucu Šamir

Obyvatelstvo Šamir je většinově sekulární. Podle údajů z roku 2014 tvořili naprostou většinu obyvatel Šamir Židé - cca 800 osob (včetně statistické kategorie "ostatní", která zahrnuje nearabské obyvatele židovského původu ale bez formální příslušnosti k židovskému náboženství, cca 900 osob).
Jde o menší sídlo vesnického typu s dlouhodobě rostoucí populací. K 31. prosinci 2014 zde žilo 904 lidí. Během roku 2014 stoupla populace o 0,3 %.
| Rok            | 1948 | 1949 | 1961 | 1972 | 1983 | 1995 | 2001 | 2003 | 2004 | 2005 | 2006 | 2007 | 2008 | 2009 | 2010 | 2011 | 2012 | 2013 | 2014 |
| -------------- | ---- | ---- | ---- | ---- | ---- | ---- | ---- | ---- | ---- | ---- | ---- | ---- | ---- | ---- | ---- | ---- | ---- | ---- | ---- |
| Počet obyvatel | 323  | 238  | 408  | 431  | 427  | 498  | 535  | 567  | 553  | 581  | 608  | 637  | 691  | 822  | 875  | 893  | 907  | 901  | 904  |